# Souricière (baseball)
Pour les articles homonymes, voir Souricière.
Au baseball, la souricière est une situation où un joueur à l'attaque est coincé entre deux adversaires jouant en défensive.

## Description

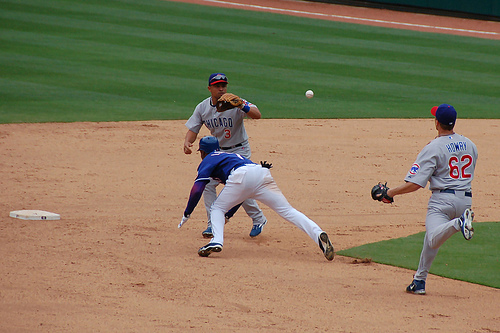
Un coureur de l'équipe des Rangers du Texas (en bleu et blanc) est pris en souricière par deux joueurs en défensive des Cubs de Chicago (en gris).

La souricière se produit aux dépens d'un coureur de l'équipe dont c'est le tour au bâton, donc qui joue en offensive. Dans sa course entre deux buts, le coureur est coincé entre deux adversaires en défensive. Ceux-ci se renvoient la balle de l'un à l'autre, pourchassant le coureur jusqu'à ce qu'un de ces joueurs en défensive réussisse le retrait en lançant la balle sur lui. La situation crée un semblant de « jeu du chat et de la souris » où le coureur court alternativement dans une direction puis dans l'autre pour éviter ses adversaires, tandis que le « piège » se referme sur lui.
La souricière se termine presque invariablement par un retrait, à moins qu'un des joueurs en défensive impliqués ne commette une erreur grossière, comme laisser échapper la balle, lancer hors-cible à son partenaire ou trébucher. Le coureur n'a guère d'autre choix que d'espérer un tel renversement de situation car, dans sa course d'une base vers l'autre, il ne peut s'éloigner radicalement de la ligne de démarcation qui relie les deux coussins. Une telle action de sa part contreviendrait aux règlements et serait notée par l'arbitre, qui le déclarerait retiré.
La souricière ne peut pas se produire dans un cas de jeu forcé, car dans cette situation il n'est pas requis du joueur en défensive qu'il lance la balle sur le coureur ; il n'a qu'à toucher le but pour que le retrait soit réussi. Elle se produit uniquement à l'avant-champ (champ intérieur) car c'est là que se trouvent les trois coussins et le marbre. Cependant, rien n'empêche un joueur de champ extérieur d'y participer s'il joue hors position, mais la situation est très rare.
Même si les chances d'obtenir un retrait sont grandes, la souricière peut être risquée pour une équipe en défensive lorsqu'il y a plus d'un coureur sur les sentiers. Pendant que la souricière a lieu, par exemple entre les premier et deuxième buts, un autre coureur peut profiter du fait que les joueurs en défensive sont absorbés par le jeu pour filer vers le marbre et ainsi marquer un point.
La souricière est une action. Elle n'entre pas dans les statistiques et n'est pas indiquée précisément sur la carte de pointage du marqueur officiel.

## Ce qui provoque le jeu
Un coureur est coincé dans une souricière lorsqu'il s'éloigne trop d'un but. La prochaine base, qu'il espère atteindre, est trop loin pour qu'il puisse s'y rendre sans être retiré, et il est déjà trop loin du but où il se trouvait pour y retraiter et être déclaré sauf.
Quelques exemples :
- Un frappeur réussit un coup sûr. Il contourne le premier but pendant qu'un joueur adverse récupère la balle au champ extérieur. Il croit avoir le temps d'atteindre sauf le deuxième coussin et gagner ainsi deux buts d'un seul coup. En cours de route, il s'aperçoit de la rapidité d'exécution du club en défensive et ne peut ni retraiter au premier but, ni atteindre sauf le deuxième.

- Un coureur se trouve au premier but et a l'intention de voler le deuxième (but volé). Il a le droit de s'éloigner du premier but, à ses risques, pour se donner une légère longueur d'avance lorsqu'il amorcera sa tentative de vol de but. Le lanceur, au lieu d'effectuer un tir au frappeur, décoche soudainement un lancer au premier but en espérant que la balle atteigne le gant de son coéquipier avant le retour du coureur. Ce coureur n'a ni le temps de retraiter au coussin, ni le temps nécessaire pour voler le deuxième. Le joueur de premier but, détenteur de la balle, poursuit le coureur et le prend en souricière entre les coussins avec la complicité de son coéquipier joueur de deuxième but.